# Elizbar Ubiława
Elizbar Ubiława, ros. Элизбар Элизбарович Убилава (ur. 27 sierpnia 1950 w Tbilisi) – gruziński szachista i trener szachowy (FIDE Senior Trainer od 2004), reprezentant Hiszpanii od 2005, arcymistrz od 1988 roku.

## Kariera szachowa
W 1967 r. jedyny raz w swojej karierze wystąpił w finale indywidualnych mistrzostw Związku Radzieckiego, zajmując 39. miejsce w stawce 126 zawodników. W latach 1974 i 1986 zdobył tytuły mistrza Gruzińskiej Republiki Radzieckiej.
Wielokrotnie startował w turniejach międzynarodowych, sukcesy odnosząc m.in. w:
- Trenczyńskich Cieplicach (1985, I m.),
- Warnie (1985, dz. I m. wspólnie z Rainerem Knaakiem i Wencisławem Inkiowem),
- Tbilisi (1988, dz. I m. wspólnie z Walentinem Łukowem),
- Ałma-Ata (1989, dz. I m. za Jewgienijem Władimirowem, wspólnie z Anatolijem Maczulskim),
- Rzymie (1990, dz. II m. za Anthony Milesem, wspólnie z Jewgienijem Bariejewem, Miodragiem Todorceviciem, Reynaldo Verą i Wasilijem Smysłowem),
- San Sebastian (1991, dz. I m. wspólnie z Zurabem Azmaiparaszwilim, Giorgi Giorgadze, Giennadijem Zajczikiem, Branko Damljanoviciem, Jonny Hectorem i Zsuzsą Polgar),
- Toledo (1991, II m. za Zurabem Azmaiparaszwilim),
- Elgoibarze (1992, I m.),
- Roses (1992, II m. za Kevinem Spraggettem),
- Empuriabravie (1997, I m.),
- Montánchez (1998, I m.),
- Benasque (2001, I m.; 2005, dz. I m. wspólnie z Aleksandrem Delczewem; 2006, dz. II m. za Olegiem Korniejewem, wspólnie z Aleksandrem Kowczanem, Nicatem Məmmədovem i Siergiejem Kasparowem),
- La Rodzie (2005, dz. II m. za Olegiem Korniejewem, wspólnie z Aleksą Strikoviciem, Wasylem Spasowem i Aleksandrem Delczewem),
- Mallorce (2005, dz. I m. wspólnie z Siergiejem Kriwoszejem),
- Cáceres (2006, dz. I m. wspólnie z Alonem Greenfeldem, Atanasem Kolewem i Ibragimem Chamrakułowem).
- Almerii (2008, dz. I m. wspólnie z Julio Grandą Zunigą).

Najwyższy ranking w karierze osiągnął 1 stycznia 1999 r., z wynikiem 2561 punktów zajmował wówczas 5. miejsce wśród gruzińskich szachistów.
Spore osiągnięcia odnotował również jako trener szachowy, współpracował m.in. z mistrzami świata Anatolijem Karpowem i Viswanathanem Anandem.